# Беретта, Лучано
Лучано Беретта (итал. Luciano Beretta; 1 января 1928 — 11 января 1994) — итальянский композитор, певец.

## Биография
Он рано начал получать опыт в качестве танцора, пока не начал работать в качестве автора текста песни и консультанта в звукозаписывающем лейбле Адриано Челентано. Кроме того, он также работал актёром, художником, поэтом, певцом и хореографом. В период с 1959 по 70-е годы он написал для Челентано, в основном вместе с самим певцом и Мики Дель Прете, некоторые хиты и классики итальянской музыки. Беретта старался выделяться по содержанию из широкой массы песенных текстов своего времени. Кроме с Челентано он работал с Доменико Модуньо, Ориетта Берти, Мина, Мильва, Катерина Казелли, Орнелла Ванони или вместе с группой «I Camaleonti». Кроме того, он перевел на итальянский язык тексты Шарля Азнавура, Эдиты Пиаф и Гилберта Беко.